# Bolitoglossa salvinii
Espèce
Synonymes
- Oedipus salvinii Gray, 1868
- Spelerpes attitlanensis Brocchi, 1883

Statut de conservation UICN

 EN B1ab(iii) : En danger
Bolitoglossa salvinii est une espèce d'urodèles de la famille des Plethodontidae.

## Répartition
Cette espèce se rencontre sur le versant Pacifique dans le Sud du Guatemala et dans une localité située au Salvador. Elle est présente entre 600 et 1 250 m d'altitude.

## Étymologie
Cette espèce est nommée en l'honneur d'Osbert Salvin (1835–1898).

## Taxinomie
Spelerpes attitlanensisa été placée en synonymie avec Bolitoglossa salvinii par Thireau en 1986.

## Publications originales
- Gray, 1868 : Notice of two new species of Salamandra from Central America. Annals and Magazine of Natural History, sér. 4, vol. 2, p. 297-298 (texte intégral).